# Goederentrein

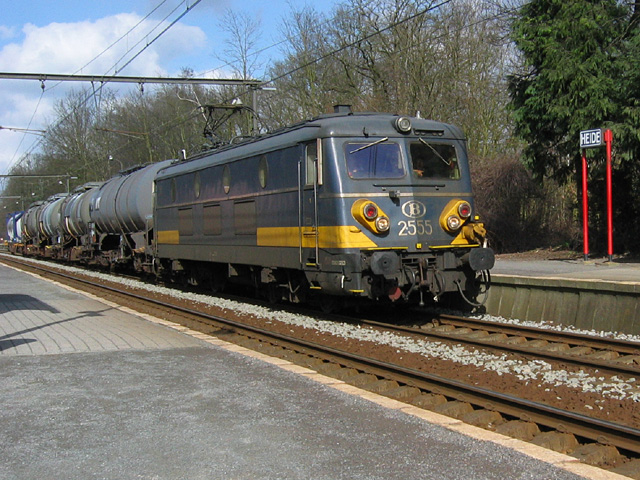
Elektrische locomotief 2555 van de NMBS trekt een korte goederentrein door het station van Heide.

Een goederentrein is een vervoermiddel voor het vervoer van alles behalve mensen. Als alle wagons van de trein van één afzender naar één ontvanger rijden, heet de trein een gesloten trein. In andere gevallen worden gedurende de reis de wagons waaruit de trein bestaat, een of meer malen gerangeerd.
Goederentreinen maken over het algemeen meer lawaai dan reizigerstreinen, doordat de trein veel langer is en meestal zwaarder beladen. Ook waren de wagons vroeger voorzien van gietijzeren blokkenremmen, die de wielen ruw maakten. Zie ook: rolgeluid.
Een goederentrein bestaat uit goederenwagons en wordt getrokken door een of meer locomotieven. Een goederentrein bestaande uit containerwagens wordt een containertrein genoemd. Bulktreinen zijn goederentreinen die bestaan uit één type goederenwagon voor het vervoer van losgoed, bijvoorbeeld erts en steenkool. Zijn deze treinen erg zwaar, meer dan 4000 ton, dan worden deze vrijwel altijd door twee locomotieven in dubbeltractie getrokken. Op trajecten met een grote helling komt 'opdruk' nog weleens voor, dat houdt in dat een losse locomotief de trein duwt. Tot 2010 werden de zware ertstreinen tussen Venlo en Kaldenkerken in de herfst, als de rails glad zijn, opgedrukt door een diesellocomotief, meestal een Baureihe 225.
In de Verenigde Staten en andere landen wordt bij lange zware treinen soms ook gebruikgemaakt van een tussenspan, een of meer locomotieven in het midden van een goederentrein. De wagons zijn dan voorzien van automatische koppelingen.
De treksterkte van een normale schroefkoppeling bedraagt ongeveer 700 kilonewton, automatische koppelingen zijn sterker.